# Madres egoístas (1963)
Madres egoístas é uma telenovela mexicana, produzida pela Televisa e exibida em 1963 pelo Telesistema Mexicano.

## Elenco
- Carlos Navarro
- Blanca Sánchez
- María Idalia
- Patricia Morán